# Sindrome di Burr

Percentuali di grassi saturi, monoinsaturi e polinsaturi contenuti negli alimenti.

La sindrome di Burr o sindrome da carenza di acidi grassi essenziali è un disturbo polimorfo prodotto dalla carenza di acidi grassi essenziali (AGE) nell'organismo. Nella lingua inglese gli AGE sono conosciuti come EFA (Essential Fatty Acids).

## Gli acidi grassi
Alcuni acidi grassi che appartengono alle famiglie degli acidi grassi essenziali e polinsaturi, quali omega-3, omega-6 e omega-9, sono identificati come:
- Acido arachidonico
- Acido erucico
- Acido linoleico
- Acido linolenico
- Acido oleico
- Acido nervonico

L'uomo e molti animali non sono in grado di sintetizzare questi  composti lipidici. Devono quindi essere introdotti nell'organismo con l'alimentazione.
L'acido linoleico, ad esempio, è contenuto nell'olio di girasole, l'acido α-linolenico nel pesce grasso (come il pesce azzurro, sgombro, acciuga, aringa, salmone, pesce spada, trota) e in molti oli vegetali, l'acido arachidonico nei grassi animali e negli oli di pesce, l'acido oleico nell'olio di oliva.

## Eponimo
La sindrome di Burr è un eponimo riferito ai due principali scopritori, i coniugi George e Mildred Burr, di alcune importanti funzioni che i  grassi essenziali e polinsaturi svolgono per l'organismo.

George Oswald Burr si è laureato nel 1923, alla University of Minnesota, in Biochimica e Chimica organica, con una tesi il cui argomento era The Condensation of Indole Derivatives with Aldehydes with Especial Reference to the Humins of Protein Hydrolysis. Nella stessa università creò in seguito la Divisione di Chimica Fisiologica dove insegnò dal 1940 al 1946.

Nel 1929 George Burr e Mildred Burr, insieme con il loro collega Elmer Miller, condussero un esperimento su cavie da laboratorio (ratti): constatarono che modificando la dieta alimentare degli animali privandoli dei grassi essenziali, questi andavano incontro a morte dopo aver evidenziato una sequela di sintomi, malattie e disturbi funzionali, come cachessia, ridotta rispondenza alle infezioni batteriche e infertilità nei maschi e nelle femmine.

## Funzioni degli AGE
Gli acidi grassi essenziali svolgono rilevanti funzioni, sia a livello "strutturale" sia "funzionale" del corpo umano. La loro mancanza può quindi determinare deficit di varia natura.
- Le disfunzioni strutturali sono rappresentate da:
  - secchezza della pelle, desquamazioni, dermatosi e ipercheratiti;
  - ridotta capacità rigenerativa tissutale;
  - debolezza dei capillari sanguigni;
  - maggiore vulnerabilità alla sepsi;
  - ridotta fosforilazione ossidativa/respirazione cellulare;
  - ipertrofia dei mitocondri.

- Le destrutturazioni funzionali sono costituite da:
  - deteriorata dislocazione del colesterolo e dei derivati lipidici;
  - difficoltà cataboliche a livello epatico;
  - disregolazione delle sintesi prostaglandiniche a carico dei trombociti, arterie e miocardio.

Nel metabolismo lipidico, la piridossina (vitamina B6) opera una trasformazione dell'acido linoleico in acido arachidonico con formazione degli sfingolipidi, importanti per la formazione delle guaine mieliniche.

## Clinica
Alcuni dei sintomi più frequenti possono essere:
- Unghie deboli
- Pelle secca
- Capelli fragili
- Cheratosi sul dorso, arti superiori e gambe
- Forfora
- Deficit di attenzione
- Iperattività
- Problemi di concentrazione
- Ansia
- Irritabilità
- Bassa tolleranza alle frustrazioni
- Depressione
- Affaticamento e Stanchezza
- Scarsa qualità del sonno
- Dolori articolari

## Diagnosi
La diagnosi della sindrome di Burr si basa sui risultati dell'anamnesi, dell'esame obiettivo e degli esami strumentali effettuati in laboratorio.

L'esame gascromatografico fornisce i dati utili alla valutazione del grado di carenza degli acidi grassi essenziali nell'organismo (chiamati anche Vitamina F); in particolare deve essere considerato il rapporto esistente tra acido eicosatrienoico e acido arachidonico dei fosfolipidi sierici (come ad es. la fosfatidilcolina).